# Красноярский рабочий (теплоход)
Красноярский рабочий — советский теплоход, находившийся в государственной собственности и эксплуатировавшийся в ГП Енисейское речное пароходство с 1930 года по 1977 год. Построен на верфи F. Schichau GmbH Elbing в Эльбинге в Западной Пруссии в Германии в 1930 году. Всего было заказано четыре однотипных дизельных силача-буксира: Первая пятилетка, Красноярский рабочий, Советская Сибирь (позднее «Владимир Ленин») и Клим Ворошилов (позднее «Михаил Калинин»), первый из которых работал на реке Лена, три других — на Енисее.

## История теплохода
«Красноярский рабочий» пришёл на Енисей осенью 1930 года. Теплоход работал с 1930 года по 1977 год в Карском море и на Енисее. Первый капитан теплохода  М. Е. Лиханский (прожил 102 года) перегонял теплоход из Германии. 
«Красноярский рабочий» переводил караваны через Казачинский порог, выводил с Севера флот на зимний отстой. Караваны состояли из 20 и более барж общей протяжённостью до 1,5 километра. «Красноярский рабочий» уходил в рейс в конце навигации, оставался на случайную зимовку.  Теплоход открывал новые места для зимнего отстоя флота — ныне Подтёсовская, Павловская, Ермолаевская ремонтно-эксплуатационные базы Енисейского речного пароходства. «Красноярский рабочий» открывал речные пути на Туру, Байкит, Ванавару. В 1930-е и 1940-е участвовал в Пясинских экспедициях.
«Красноярский рабочий» во время строительства коммунального моста через Енисей наводил арки моста. В 1965 году теплоход привёл в Красноярск из Дудинки морской лихтер «Лодьма» с первой турбиной для Красноярской ГЭС. 
Во время эксплуатации серьёзных повреждений не имел. Последним капитаном «Красноярского рабочего» был Алексей Николаевич Захаров. Главным механиком теплохода был  Н. В. Астафьев, двоюродный брат писателя В. П. Астафьева.
«Красноярский рабочий» был заменён буксирами-толкачами ОТ-2000. В 1977 году теплоход стал плавучей учебной базой Красноярского детского речного пароходства. Поставлен на прикол у Коммунального моста в Красноярске.

## Технические характеристики
Силовая установка — два дизеля производства компании «MAN» мощностью по 700 лошадиных сил. 

## Капитаны теплохода
- Чечкин, Михаил Алексеевич